# Slobozia Comăreștilor, Storojineț
Slobozia Comăreștilor, întâlnit și sub forma Slobozia-Comărești (în ucraineană Слобода-Комарівці, transliterat Sloboda-Komarivți și în germană Komarestie Slobodzia) este un sat reședință de comună în raionul Storojineț din regiunea Cernăuți (Ucraina). Are 960 locuitori, preponderent ucraineni.
Satul este situat la o altitudine de 382 metri, în partea de nord a raionului Storojineț.

## Istorie
Localitatea Slobozia Comăreștilor a făcut parte încă de la înființare din regiunea istorică Bucovina a Principatului Moldovei. În ianuarie 1775, ca urmare a atitudinii de neutralitate pe care a avut-o în timpul conflictului militar dintre Turcia și Rusia (1768-1774), Imperiul Habsburgic (Austria de astăzi) a primit o parte din teritoriul Moldovei, teritoriu cunoscut sub denumirea de Bucovina. După anexarea Bucovinei de către Imperiul Habsburgic în anul 1775, localitatea Slobozia Comăreștilor a făcut parte din Ducatul Bucovinei, guvernat de către austrieci, făcând parte din districtul Storojineț (în germană Storozynetz). Prtima atestare documentară datează din anul 1779.
După Unirea Bucovinei cu România la 28 noiembrie 1918, satul Slobozia Comăreștilor a făcut parte din componența României, în Plasa Flondoreni a județului Storojineț. Pe atunci, majoritatea populației era formată din ucrainieni (aproape în totalitate).
Ca urmare a Pactului Ribbentrop-Molotov (1939), Bucovina de Nord a fost anexată de către URSS la 28 iunie 1940. Bucovina de Nord a reintrat în componența României în perioada 1941-1944, fiind reocupată de către URSS în anul 1944 și integrată în componența RSS Ucrainene. Școala cu predare în limba română din satul Comărești a fost închisă de către autoritățile sovietice după cel de-al doilea război mondial.
Începând din anul 1991, satul Slobozia Comăreștilor face parte din raionul Storojineț al regiunii Cernăuți din cadrul Ucrainei independente. Conform recensământului din 1989, numărul locuitorilor care s-au declarat români plus moldoveni era de 7 (7+0), adică 0,69% din populația localității . În prezent, satul are 960 locuitori, preponderent ucraineni.

## Demografie
Componența lingvistică a comunei Slobozia Comăreștilor
     Ucraineană (99,69%)
     Alte limbi (0,31%)
Conform recensământului din 2001, majoritatea populației comunei Slobozia Comăreștilor era vorbitoare de ucraineană (99,69%), existând în minoritate și vorbitori de alte limbi.
1930: 1.668 (recensământ)
1989: 1.013 (recensământ)
2007: 960 (estimare)

### Recensământul din 1930
Componența etnică a comunei Slobozia Comăreștilor (județul Storojineț)
     Români (8,45%)
     Germani (5,03%)
     Evrei (2,27%)
     Ruteni (79,67%)
     Polonezi (2,57%)
     Ruși (1,91%)
     Maghiari (0,1%)
Componența confesională a comunei Slobozia Comăreștilor
     Ortodocși (88,31%)
     Romano-catolici (3,85%)
     Mozaici (2,57%)
     Greco-catolici (1,85%)
     Evanghelici\Luterani (3,42%)
Conform recensământului efectuat în 1930, populația comunei Slobozia Comăreștilor se ridica la 1.668 locuitori. Majoritatea locuitorilor erau ruteni (79,67%), cu o minoritate de germani (5,03%), una de evrei (2,27%), una de români (8,45%), una de polonezi (2,57%), una de ruși (1,91%) și una de maghiari (0,1%). Din punct de vedere confesional, majoritatea locuitorilor erau ortodocși (88,31%), dar existau și romano-catolici (3,85%), mozaici (2,57%), greco-catolici (1,85%) și evanghelici\luterani (3,42%).

## Obiective turistice
- Biserica de lemn cu hramul "Nașterea Maicii Domnului" - construită în 1923-1925 [4]